# Abraham Hondius

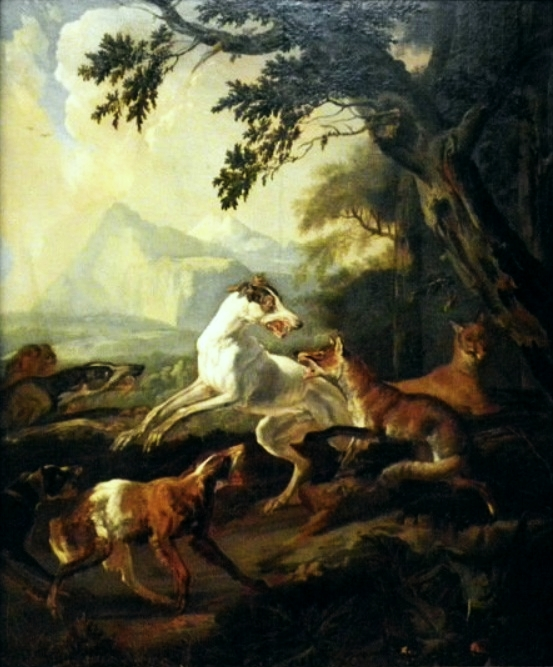
Walka psów z lisami, Muzeum Lubelskie w Lublinie, poł. XVII wieku

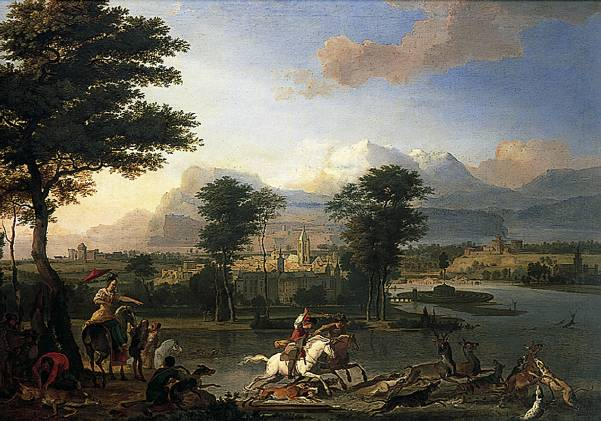
Polowanie na jelenie, Norwich Castle, 1675

Abraham Danielsz. Hondius lub Abraham de Hondt (ur. ok. 1625 w Rotterdamie, zm. W 1691 w Londynie) – holenderski malarz, akwaforcista i rysownik okresu baroku.
Prawdopodobnie uczył się u Pietera de Bloota i Cornelisa Saftlevena w Rotterdamie. W 1659 przeniósł się do Amsterdamu. Zapewne od 1666 mieszkał w Londynie.
Malował sceny animalistyczne, pejzaże, obrazy rodzajowe, mitologiczne, religijne i alegoryczne. Nie stworzył własnego stylu. Naśladował głównie Flamandów: Fransa Snydersa, Jana Fyta i Petera Paula Rubensa.

## Wybrane obrazy
- Chrystus wśród uczonych (1668) – Nowy Jork, Metropolitan Museum of Art
- Małpa i kot – Cleveland, Museum of Art
- Odpoczynek po polowaniu (1662) – Ansbach, Rezidenz und Staatsgalerie
- Pies atakujący łabędzia – Berlin, Gemäldegalerie
- Pokłon pasterzy (1671) – Bordeaux, Musée des Beaux-Arts
- Polowanie na dzika (1651) – Drezno, Gemaeldegalerie
- Walka psów z lisami II poł. XVII w. - Muzeum Lubelskie w Lublinie
- Walka psa z czaplą – Warszawa, Muzeum Narodowe
- Jelenie – Amsterdam, Rijksmuseum
- Zwiastowanie pasterzom (1663) – Amsterdam, Rijksmuseum